# Callulops doriae
Callulops doriae és una espècie de granota de la família dels microhílids. Es distribueix per la meitat est per l'illa principal de Papua Nova Guinea i també a l'illa Tagula, a l'arxipèlag Louisiade. S'ha trobat fins als 1.520 metres d'altitud. Allà on es troba, és comuna.
Viu al terra de la selva. Els mascles canten des d'arbres baixos i des d'esquerdes en les roques. Com altres espècies del gènere, presumiblement es reprodueixen per desenvolupament directe.